# Луг (Бајина Башта)
Луг је насеље у Србији у општини Бајина Башта у Златиборском округу. Према попису из 2022. било је 2893 становника.

## Демографија
У насељу Луг живи 1887 пунолетних становника, а просечна старост становништва износи 33,3 година (32,5 код мушкараца и 34,1 код жена). У насељу има 720 домаћинстава, а просечан број чланова по домаћинству је 3,55.
Ово насеље је великим делом насељено Србима (према попису из 2002. године).
|  |

| Демографија | Демографија | Демографија |
| Година      | Становника  | Становника  |
| ----------- | ----------- | ----------- |
| 1948.       | 501         |             |
| 1953.       | 636         |             |
| 1961.       | 1.011       |             |
| 1971.       | 583         |             |
| 1981.       | 913         |             |
| 1991.       | 1.711       | 1.699       |
| 2002.       | 2.555       | 2.595       |

| Етнички састав према попису из 2002.‍ | Етнички састав према попису из 2002.‍ | Етнички састав према попису из 2002.‍ | Етнички састав према попису из 2002.‍ | Етнички састав према попису из 2002.‍ |
| ------------------------------------ | ------------------------------------ | ------------------------------------ | ------------------------------------ | ------------------------------------ |
|                                      |                                      |                                      |                                      |                                      |
| Срби                                 | Срби                                 |                                      | 2.543                                | 99,53%                               |
| Југословени                          | Југословени                          |                                      | 3                                    | 0,11%                                |
| Хрвати                               | Хрвати                               |                                      | 2                                    | 0,07%                                |
| Црногорци                            | Црногорци                            |                                      | 1                                    | 0,03%                                |
| Немци                                | Немци                                |                                      | 1                                    | 0,03%                                |
| непознато                            | непознато                            |                                      | 3                                    | 0,11%                                |

| Година пописа     | 1948. | 1953. | 1961. | 1971. | 1981. | 1991. | 2002. |
| ----------------- | ----- | ----- | ----- | ----- | ----- | ----- | ----- |
| Број домаћинстава | 121   | 141   | 286   | 143   | 238   | 485   | 720   |

| Број чланова      | 1  | 2   | 3   | 4   | 5  | 6  | 7  | 8 | 9 | 10 и више | Просек |
| ----------------- | -- | --- | --- | --- | -- | -- | -- | - | - | --------- | ------ |
| Број домаћинстава | 62 | 104 | 140 | 286 | 72 | 37 | 14 | 4 | 1 | 0         | 3,55   |

| Пол    | Укупно | Неожењен/Неудата | Ожењен/Удата | Удовац/Удовица | Разведен/Разведена | Непознато |
| ------ | ------ | ---------------- | ------------ | -------------- | ------------------ | --------- |
| Мушки  | 1.030  | 342              | 649          | 22             | 14                 | 3         |
| Женски | 1.005  | 207              | 652          | 110            | 33                 | 3         |
| УКУПНО | 2.035  | 549              | 1.301        | 132            | 47                 | 6         |

| Пол    | Укупно                    | Пољопривреда, лов и шумарство | Рибарство                            | Вађење руде и камена | Прерађивачка индустрија       |
| ------ | ------------------------- | ----------------------------- | ------------------------------------ | -------------------- | ----------------------------- |
| Мушки  | 610                       | 33                            | 5                                    | 1                    | 158                           |
| Женски | 357                       | 39                            | 0                                    | 0                    | 142                           |
| УКУПНО | 967                       | 72                            | 5                                    | 1                    | 300                           |
| Пол    | Производња и снабдевање   | Грађевинарство                | Трговина                             | Хотели и ресторани   | Саобраћај, складиштење и везе |
| Мушки  | 42                        | 141                           | 47                                   | 39                   | 47                            |
| Женски | 2                         | 3                             | 56                                   | 39                   | 6                             |
| УКУПНО | 44                        | 144                           | 103                                  | 78                   | 53                            |
| Пол    | Финансијско посредовање   | Некретнине                    | Државна управа и одбрана             | Образовање           | Здравствени и социјални рад   |
| Мушки  | 1                         | 9                             | 29                                   | 20                   | 5                             |
| Женски | 1                         | 5                             | 10                                   | 19                   | 23                            |
| УКУПНО | 2                         | 14                            | 39                                   | 39                   | 28                            |
| Пол    | Остале услужне активности | Приватна домаћинства          | Екстериторијалне организације и тела | Непознато            | Непознато                     |
| Мушки  | 29                        | 0                             | 0                                    | 4                    | 4                             |
| Женски | 10                        | 0                             | 0                                    | 2                    | 2                             |
| УКУПНО | 39                        | 0                             | 0                                    | 6                    | 6                             |